# Chiemu Crater
Chiemu Crater är en krater i Kenya.   Den ligger i länet Taita-Taveta, i den södra delen av landet, 230 km sydost om huvudstaden Nairobi. Toppen på Chiemu Crater är 885 meter över havet.
Terrängen runt Chiemu Crater är varierad.  Trakten runt Chiemu Crater är nära nog obefolkad, med mindre än två invånare per kvadratkilometer. Det finns inga samhällen i närheten. Trakten runt Chiemu Crater består i huvudsak av gräsmarker.